# Dans les yeux d'Olivier
 (février 2016).
Dans les yeux d'Olivier est une émission de France 2, diffusée le mercredi ou le mardi en deuxième partie de soirée depuis le 29 mars 2011, présentée par le journaliste Olivier Delacroix. 
Il s'agit d'un magazine sous forme de rencontres, témoignages et interviews, dont l'ambition est de poser « un regard atypique sur notre société et sur ceux qui la composent ». Il est produit par les sociétés Story Box Press puis Phare Ouest Production et enfin MFP et Tesséo Prod, fondée en 2003 par Arnaud Poivre d'Arvor et Sébastien Brunaud.

## Thèmes abordés
Les sujets abordés sont à la fois sociétaux et intimes (traumatismes, violences, erreurs judiciaires, événements de la vie, etc.) : le journaliste va à la rencontre d'anonymes pour recueillir leur expérience. La démarche se veut non voyeuriste et bienveillante.

## Saisons
Chaque épisode dure 90 minutes.

### Saison 1 (2011)
1. Les mystères de la foi
1) En juillet 2009, un fait divers m'a profondément marqué. C'était un soir d'été en Corse près de Propriano un soir de vacances. Martin, un jeune touriste parisien de 19 ans a été froidement abattu à la sortie d'une boîte de nuit par Dominique, un vigile. Au-delà de cet assassinat c'est l'attitude des parents de Martin qui m'avait totalement sidéré. Quelques jours après sa mort, ils avaient affirmé pardonner à l'assassin de leur fils au nom de leur foi chrétienne. Depuis ce jour-là, j'ai toujours eu envie de rencontrer Martine et Frédéric Mervoyer les parents de Martin, pour tenter de comprendre. Ce couple d'arboriculteurs a accepté de me recevoir dans leur maison en région parisienne. Retour sur un meurtre gratuit, Martin tentait d'apaiser les esprits après un différend entre ses amis et le vigile quand soudain celui-ci a dégainé une arme. 
2) Dans le monastère Notre Dame du Pesquié, j'ai eu le privilège de rencontrer 50 moniales bénédictines qui ont choisi la vie contemplative. Une vie de silence, de travail et de prière par amour du Christ. En 2 ans, j'ai franchi la clôture de cette communauté, là où aucune caméra n'était jamais entrée. 
3) J'ai rencontré Alain Noël, un homme au parcours étonnant. D'abord businessman puis chanteur puis éditeur avant d'engouffrer toute sa fortune dans un monastère qu'il a créé avec sa femme Danièle. Des changements de vie radicaux qui ne lui ont jamais fait peur car tous étaient guidés par la foi. 
4) Comment l'église fait-elle pour attirer de nouveaux fidèles ? J'ai interrogé Monseigneur Rey, évêque du diocèse de Toulon, un évêque moderne qui le samedi soir n'hésite pas à partir en virée dans les quartiers chauds pour évangéliser.
5) Lesly Joseph est un ex GI américain. Ce pasteur évangélique installé en banlieue parisienne a créé en France l'église des nations. Avec ces méthodes à l'américaine, il attire de plus en plus de fidèles et se pose comme un sérieux concurrent à l'église catholique.
2. Mères célibataires, Le parcours des combattantes
Il ne s'écoule pas une semaine sans que les journaux ne parlent des mères célibataires. Avec l'augmentation constante des divorces c'est devenu un vrai phénomène de société. En France, 3 millions d'enfants sont élevés par 1,5 million de mamans seules. Qui sont ces mères qui vivent sans mari, sans compagnon, la plupart du temps dans la galère. 
1) Manuela. Il y a 40 ans elle a élevé seule sa première fille jusqu'à l’âge de 4 ans. Ensuite elle s'est remariée et a donné naissance à Olivia. Hasard de la vie, Olivia doit aujourd'hui à son tour élever son enfant en solo. Après 3 mois de grossesse, elle a annoncé à ses parents qu'elle quittait son compagnon. Ce bébé c'est une grande joie pour Manuela la grand-mère mais aussi une source d'inquiétude pour Manuela la maman. 
2) Céline, seule avec ses 4 enfants. Elle a décidé de fuir la région parisienne pour sa Bretagne natale. Sans emploi, elle jongle pour joindre les deux bouts. Sa situation financière est très fragile, Céline a dû se résoudre à faire appel au Secours Populaire pour nourrir ses enfants, une démarche difficile à assumer. 
3) Emma, 38 ans, cadre supérieure dans une entreprise américaine. Un emploi du temps à 100 à l'heure et 3 enfants à gérer au quotidien. Un rythme fou qui lui permet d'assurer un confort matériel à sa famille, mais qui laisse peu de place à sa vie de femme.
4) Pour d'autres mères, une rupture peut provoquer une profonde détresse au point de ne plus pouvoir assumer l'éducation de ses enfants, au point de s'en faire retirer la garde par les services sociaux, c'est le cas de Priscilla. Depuis chaque jour est un combat, une reconquête pour regagner le droit de revivre en famille.
5) Florence est enceinte de 5 mois alors qu'elle élève déjà deux ados. Après son divorce elle a dû se rendre à l'évidence. Ses revenus étaient insuffisants pour rester dans sa propre maison. Alors elle est revenue habiter chez sa mère avec ses filles. Trois générations qui cohabitent sous le même toit.
6) Nous retrouvons Olivia, quelques jours avant son accouchement. Ce n'était pas son choix, et pourtant à 28 ans elle doit faire face à un avenir qu'elle n'avait pas tout à fait imaginé de cette manière.
3. Les Femmes qui aiment les Femmes
1) Marie-Paule Belle revient sur le devant de la scène avec un nouvel album, le titre phare s'intitule « celle qui aime elle », un morceau dédié aux lesbiennes, qui fait clairement état de son homosexualité. Elle ne l'avait jamais vraiment caché mais elle n'en avait jusqu'à présent jamais parler dans les médias. Pourquoi avoir attendu aussi longtemps pour faire ce coming-out ? J'ai simplement eu envie de le lui demander.
2) Fanny. À 23 ans, cette jeune infirmière de Bordeaux vit son homosexualité au grand jour. Aujourd'hui, Fanny est pleinement heureuse car ses parents ont fini par l'accepter comme elle est.Patrice et Joëlle sont les parents de Fanny. Ils ont accepté de me rencontrer et de me parler ouvertement.
3) L'homophobie est encore une réalité en France. Les conséquences sont parfois dramatiques, Jessica en a fait la douloureuse expérience. D'abord rejetée par ses parents, elle et sa fiancée Charlotte ont subi des violences qui les ont forcé à fuir le village qu'elles habitaient.
4) Des lesbiennes en permanence victime des mêmes préjugés, Oceane Rose Marie comédienne en a fait un spectacle. Avec son one-woman show « la lesbienne invisible » elle tort le cou à tous ces clichés qui empoisonnent la vie de ces femmes.
5) Florence a 47 ans. Cette ancienne championne de ski a ouvert un hôtel 100 % gay et lesbien en haute-montagne. Une lesbienne militante et porte-parole de leur combat.
6) Tina et Stephanie. Lorsqu'elles se rencontrent, Tina est mariée et elle a 2 enfants. Malgré leur différence d'âge elles se rendent à l'évidence. Rien ne peut résister à ce coup de foudre.
7) Lætitia vit en couple avec Carine. Ensemble elles élèvent leurs 2 enfants mais se préoccupent beaucoup de leur avenir.
4. Au pied des murs

### Saison 2 (2012)
1. Accusés à tort
2. Parents d'enfants différents
3. Quand la vie bascule
4. Amours Interdites
5. Viol : Briser la loi du silence
6. Disparitions, des mystères sans fin
7. Divorce après 60 ans : Une nouvelle vie…
8. Jalousie, possession : de l'amour au crime

### Saison 3 (2013)
1. Femmes dans la nuit
2. Vivre avec une mort sur la conscience
3. Piégés sur les réseaux sociaux
4. Ils ont brisé l'omerta
5. Survivre à son enfance
6. Sous l'emprise d'un manipulateur

### Saison 4 (2014)
1. Ce corps qui est le mien
2. Les femmes de la terre
3. Vaincre la fatalité
4. Elles font régner la loi
5. Femmes en très grand danger

### Saison 5 (2015)
1. Nés sous X le secret de Reine
2. Les enlèvements parentaux
3. Ils ont frôlé la mort
4. Seul contre tous
5. Je suis mon pire ennemi

### Saison 6 (2016)
1. Infirmières à l'épreuve de la vie
2. Nés dans le mensonge
3. Burn out, le point de non retour
4. Réfugiés pour survivre
5. Précaires, la tête haute
6. Repentis

### Saison 7 (2017-2018)
1. Au nom des miens
2. Traqués
3. Un criminel dans la famille
4. Portés disparus
5. Pardonner l'impardonnable
6. Ces relations toxiques
7. Rescapés : le retour à la vie
8. Rejetés par les siens
9. Adoption : une aventure à risques
10. Marseille : femmes dans les quartiers

### Saison 8 (2019)
1. Erreurs de jeunesse
2. Crimes conjugaux
3. Ce que j'ai découvert après sa mort
4. Violences sexuelles au travail : elles ont osé porter plainte !

### Saison 9 (2020)
1. Affaires non élucidées
2. Abus de faiblesse
3. Enfants placés
4. Cette naissance qui a tout bouleversé
5. Vengeance, rumeurs : ils ont dû faire face

### Saison 10 (2022)
1. Erreurs judiciaires : leur combat pour la vérité
2. Survivre à un parent destructeur
3. Quand la vérité éclate...
4. Quand la maternité est une épreuve
5. Disparitions inquiétantes
6. Jeunes et précaires

### Saison 11 (2023)
1. Au nom du sport
2. Quand la vie vacille
3. Ex-otages
4. Troubles psychiques : leur combat au quotidien
5. Sous influence
6. Addicts

### Saison 12 (2024)
1. Enfants : les victimes oubliées des violences conjugales
2. Erreurs et violences médicales : la vie après
3. Peut-on échapper à son milieu ?
4. Agriculteurs : des vies sur le fil
5. Blessures du passé : le traumatisme en héritage
6. Quand la mémoire vacille

### Saison 13 (2025)
1. Familles de criminels : les victimes collatérales
2. Leur combat après l'accident
3. Cybersexisme : pourquoi tant de haine ?
4. Suicide : ils brisent le silence
5. Quand le travail devient souffrance

## Audiences et réception critique
Selon le blog de Jean-Marc Morandini, le 2e épisode de la 5e saison diffusé le 10 septembre 2015 consacré aux enlèvements parentaux a réuni 1 307 000 téléspectateurs et 11,3 % de part de marché, le dernier épisode de la saison diffusé le 15 octobre 2015 avait quant à lui réuni 1 150 000 téléspectateurs et 10,1 % de part de marché.
En juin 2022, un livre présente le postulat qu'un des documentaires d'Olivier Delacroix (Dans les yeux d'Olivier, saison 7 épisode 2 traquées 2017) aurait diffusé de fausses informations sur l'auteur d'un meurtre. Olivier Delacroix avance que le meurtrier du père de Rachel Jouvet se prénomme Mathieu, alors qu'il se prénommerait Abdourahmani[réf. nécessaire].